# Marilyn Breen
Marilyn Janet Breen (1944) é uma matemática estadunidense, professora da Universidade de Oklahoma. Suas pesquisas envolvem geometria, incluindo polígonos de visibilidade e polígonos retilineares.

## Formação e carreira
Breen graduou-se em 1966 no Agnes Scott College, e obteve um Ph.D. na Universidade Clemson em 1970, orientada por William Ray Hare Jr. É desde 1971 membro do corpo docente da Universidade de Oklahoma, promovida a professora plena em 1982, aposentando-se em 2012.

## Prêmios e honrarias
Durante sua permanência na Universidade de Oklahoma Breen recebeu diversos prêmio por ensino e pesquisa, incluindo um "outstanding teacher award".
Em 2012  Breen foi eleita fellow da American Mathematical Society.

## Publicações selecionadas
- Breen, Marilyn Staircase kernels in orthogonal polygons. Arch. Math. (Basel) 59 (1992), no. 6, 588–594.
- Breen, Marilyn An improved Krasnoselʹskiĭ-type theorem for orthogonal polygons which are starshaped via staircase paths. J. Geom. 51 (1994), no. 1–2, 31–35.
- Breen, Marilyn; Kay, David C. General decomposition theorems for m-convex sets in the plane. Israel J. Math. 24 (1976), no. 3–4, 217–233.